# Fondation Bettencourt-Schueller
Pour les articles homonymes, voir Bettencourt et Schueller (homonymie).
La fondation Bettencourt Schueller est une fondation reconnue d'utilité publique fondée en 1987 par Liliane Bettencourt, son époux André Bettencourt et leur fille Françoise Bettencourt Meyers. Elle attribue des fonds alloués aux sciences de la vie, à la culture et à l'action sociale. Elle tire son nom des trois fondateurs et d’Eugène Schueller, fondateur de L'Oréal et père de Liliane Bettencourt. À compter de 2013, elle est dirigée par Olivier Brault.

## Objectif et missions
L’objectif de la fondation est de contribuer à la réussite et au rayonnement de la France. Elle soutient des projets dans trois domaines :
- les sciences de la vie (recherche fondamentale, formation scientifique) ;
- la culture (soutien aux métiers d’art, à la pratique du chant choral)
- l’action sociale pour la promotion d'une société inclusive (autonomie de la personne, lien social, structuration du secteur, handicap).

Ces financements prennent la forme de prix et dotations ou de programmes d’aides spécifiques. Depuis sa création, la fondation Bettencourt Schueller a soutenu 660 lauréats et 1 500 projets portés par divers établissements, équipes, associations et organisations,.
La fondation a également établi des partenariats avec plusieurs institutions comme l'Inserm, le CNRS, les Manufactures Nationales ou le Collège de France.
Avec 900 millions d'euros de budget, elle est l'une des fondations les mieux dotées d'Europe. En 2017, près de 500 millions d'euros ont été distribués, notamment dans la recherche contre le sida.

## Domaines d’intervention

### Sciences de la vie
Chaque année, trois prix scientifiques récompensent des chercheurs dans le domaine des sciences de la vie :
- le prix Bettencourt pour les jeunes chercheurs : créé en 1990, il est décerné chaque année à quatorze jeunes docteurs en sciences ou en médecine pour leur permettre de réaliser leur stage postdoctoral à l’étranger ; jusqu'en 2016, 279 jeunes chercheurs ont été distingués par ce prix[9] ;
- la dotation du programme ATIP-Avenir[10] : cette dotation a pour objectif de permettre aux jeunes chercheurs de mettre en place et d’animer leur propre équipe. Depuis 2005, la fondation Bettencourt-Schueller est partenaire du programme Avenir de l’Inserm puis s’est associée en 2009 au programme ATIP du CNRS. Cette dotation permet ainsi de promouvoir la mobilité des chercheurs et d’attirer dans les laboratoires de jeunes chefs d’équipe de haut niveau ;
- le prix Bettencourt « Coups d’élan pour la recherche française »[11] : créé en 2000, il récompense chaque année des laboratoires publics de recherche biomédicale pour améliorer leurs infrastructures et les conditions de travail des chercheurs en sciences de la vie. Il est attribué chaque année à quatre équipes de recherche biomédicale publique, relevant de l’Inserm et de l’Institut des sciences biologiques du CNRS[12]. La dotation du prix est de 250 000 euros[13] ;
- le prix Liliane-Bettencourt pour les sciences du vivant[14] : il est attribué chaque année depuis 1997[15] à un chercheur européen de moins de 45 ans reconnu par la communauté scientifique. Alternativement, le prix est attribué à un chercheur établi en France ou travaillant dans un autre pays d’Europe. La dotation du prix est de 300 000 euros[16]. En vingt-trois ans, 25 chercheurs ont été récompensés par ce prix[17] comme Monsef Benkirane[18], Thomas Lecuit[19], Déborah Bourc’his[20] ou Salvador Aznar Benitah[21] par exemple.

Au-delà des prix scientifiques, la fondation soutient « l’école de l’Inserm Liliane-Bettencourt » qui permet à des étudiants de mener, en parallèle des études de médecine ou de pharmacie, une formation scientifique afin d'engager une activité de recherche autonome en relation avec la pratique clinique.
La fondation soutient également une des six chaires annuelles du Collège de France depuis 2006, qui se nomme « chaire d’innovation technologique Liliane-Bettencourt ». Par ailleurs, la fondation est cofondatrice du Learning Planet Institute.

### Culture
La fondation concentre son intervention dans trois domaines : les métiers d’arts ; le chant choral ; les films documentaires. Elle décerne chaque année deux prix :
- le prix Liliane-Bettencourt pour l'intelligence de la main[25] dont l’objectif est de promouvoir les métiers d’art, encourager les professionnels et dynamiser la création dans ce domaine ;
- le prix Liliane-Bettencourt pour le chant choral qui récompense chaque année un chœur professionnel français[26]. En 2023 la Maîtrise Sainte Philomène de Haguenau dont le directeur artistique est Nicolas Wittner remporte le prix remis conjointement par l’Académie des Beaux-Arts et la Fondation Bettencourt Schueller – qui soutiennent chaque année les métiers d’art et le chant choral.

La fondation a développé un programme de dons et de partenariats avec plusieurs institutions pour favoriser la valorisation et la transmission des savoir-faire français dans le domaine des métiers d’arts : partenariat avec l’École nationale supérieure des arts décoratifs, soutien à la Cité internationale de la tapisserie d’Aubusson, programmation avec le palais de Tokyo.
En 2015, la fondation a financé des documentaires portant sur l'environnement et la condition humaine dont Human,.

### Action sociale
La fondation soutient des porteurs de projets et des associations qui s’engagent auprès des populations fragiles ou en difficulté (Coup de pouce, Sport dans la Ville, Institut de l’engagement, réseau Cocagne) ou auprès de personnes marquées par le handicap.